# 아를로 어델 랜돌트

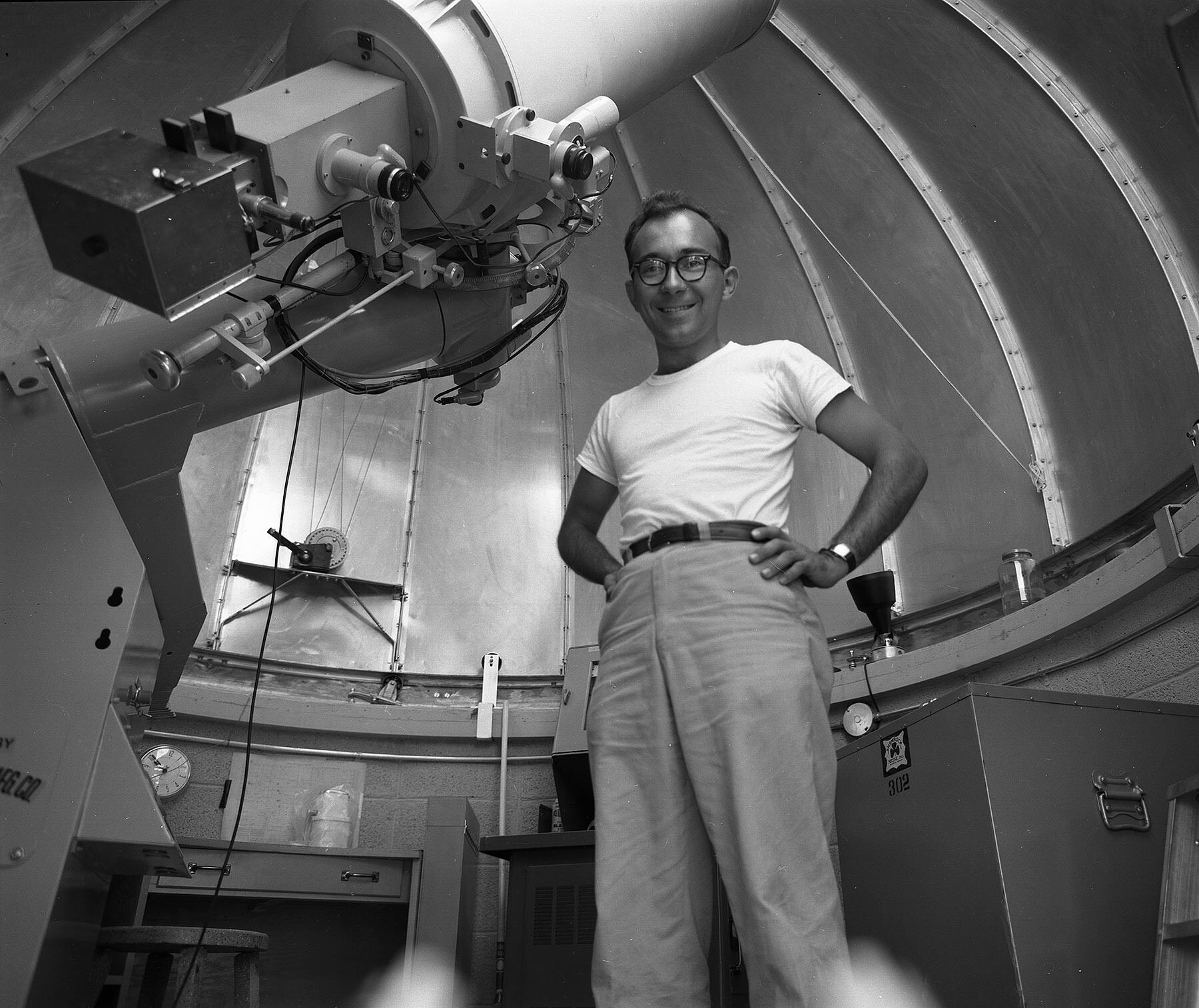

아를로 어델 랜돌트(Arlo Udell Landolt, 1935년 9월 29일 ~ )는 미국의 천문학자이다. 주전공은 측광학이며, 표준성 연구에 있어 지대한 업적을 남겼다. 소행성 15072 랜돌트는 그의 이름을 딴 것이다.

## 학력
1962년에 인디애나 대학교 철학 박사 학위를 수여받았다.